# Sainti
Die Sainti ist eine Angriffs- und Abwehrwaffe, die in Indien und Arabien benutzt wird.

## Beschreibung
Die Sainti besteht ganz aus Stahl. Das Heft ist aus einem Stahlrohr gefertigt, auf dem Kugeln aus Stahlblech befestigt sind. An dem Rohr, das als Griffstück dient, ist ein halbkreisförmiger Handschutzbügel angebracht. Auf dem Handschutzbügel ist eine zweischneidige Dolchklinge befestigt. Die Sainti dient als Waffe zur Abwehr und zum Angriff.